# Arteria obturatoria

Schematische Darstellung der Arterien des Oberschenkels

Die Arteria obturatoria („Hüftlocharterie“) ist eine Schlagader der unteren Extremität. Sie entspringt der Arteria iliaca interna und zieht durch das Foramen obturatum beziehungsweise den Canalis obturatorius – zusammen mit der gleichnamigen Vene und dem Nervus obturatorius – an die Innenseite des Oberschenkels. Anschließend teilt sie sich hinter dem Musculus pectineus in einen vorderen und hinteren Ast (Ramus anterior bzw. posterior). Sie versorgen die Adduktoren des Oberschenkels sowie über das Ligamentum capitis femoris auch den Hüftgelenkskopf des Oberschenkelknochens (Arteria capitis femoris). Der Ramus anterior anastomosiert mit der Arteria circumflexa femoris medialis, der Ramus posterior mit der Arteria glutaea inferior.
Klinisch ist die Arteria obturatoria vor allem durch ihre Nähe zur Hüftpfanne von Bedeutung. Vor allem beim Einsatz von Hüftgelenksendoprothesen kann sie leicht verletzt werden und zu stärkeren Blutungen führen.